# Reginald Fleming Johnston
Sir Reginald Fleming Johnston (Edimburgo, 13 ottobre 1874 – Edimburgo, 6 marzo 1938) è stato un diplomatico britannico e un docente universitario, pedagogo e precettore personale dell'imperatore cinese Pu Yi.

## Biografia
Reginald Johnston nacque a Edimburgo, e studiò all'università della stessa città, terminando in seguito a Oxford. Dedicò i suoi interessi di studio prevalentemente a Hong Kong, dove era presente una forte attività coloniale, e ivi iniziò la sua attività culturale al termine degli studi.
Nel 1919 fu ammesso alla presenza del tredicenne ex imperatore Pu Yi, di cui divenne nuovo precettore e buon amico. Fu il primo non cinese ad essere ammesso alla corte degli Imperatori del Drago, e visse nella Città Proibita fino al 1924, quando Pu Yi fu espulso da Pechino.
Servì come Segretario della Commissione Inglese per l'Indennità della Cina fino al 1927, quando venne nominato Committente a Weihiawei. Nel 1931 tornò all'Università di Londra, dove occupò la cattedra di Studi Orientali e Africani, pubblicando numerosissimi testi sul contesto storico e sociale da lui vissuto in Cina.

## Influenza sui media
- Il personaggio di Johnston appare nel film L'ultimo imperatore, di Bernardo Bertolucci, in cui è interpretato dall'attore Peter O'Toole.